# Pitta (vogel)
Pitta is een geslacht van vogels uit de familie pitta's (Pittidae). Het geslacht telt 20 soorten.
Het Handbook of the Birds of the World, meerdere checklists en de IUCN vermelden ook de soorten uit  de geslachten Erythropitta en Hydrornis onder dit geslacht. In een onderzoek dat in 2009 werd gepubliceerd en waarbij alle soorten moleculair-genetisch werden onderzocht, bleek dat er duidelijk drie clades zijn, de drie geslachten  Erythropitta, Hydrornis en Pitta.

## Soorten
- Pitta abbotti – Nicobarenkappitta
- Pitta anerythra  – Zwartmaskerpitta
- Pitta angolensis  – Angolapitta
- Pitta brachyura  – Negenkleurige pitta
- Pitta concinna  – Ornaatpitta
- Pitta elegans  – Elegante pitta
- Pitta forsteni – Minahassakappitta
- Pitta iris  – Regenboogpitta
- Pitta maxima  – Grote pitta
- Pitta megarhyncha  – Mangrovepitta
- Pitta moluccensis  – Blauwvleugelpitta
- Pitta novaeguineae – Nieuw-Guinese kappitta
- Pitta nympha  – Chinese pitta
- Pitta reichenowi  – Groenborstpitta
- Pitta rosenbergii – Biakkappitta
- Pitta sordida  – Westelijke kappitta
- Pitta steerii  – Steeres pitta
- Pitta superba  – Prachtpitta
- Pitta versicolor  – Australische pitta
- Pitta vigorsii  – Witkinornaatpitta